# Davi Paes Silva
Davi Paes Silva (ur. 24 lutego 1945 r. w Brazylii) – brazylijski duchowny Kościoła Adwentystów Dnia Siódmego Ruchu Reformacyjnego; we wrześniu 2003 r. wybrany został na stanowisko pierwszego wiceprezydenta Generalnej Konferencji i urząd ten sprawuje nadal. W Kościele służył dotychczas na stanowiskach Dyrektora Departamentu ds. Socjalnych oraz Sekretarza Komitetu Roboczego ds. Nauki Kościoła. Jako pastor pełni obowiązki duszpasterskie w zborze adwentystów reformowanych w Roanoke, w stanie Wirginia (USA).
Ochrzczony na wyznanie wiary 11 listopada 1961 r. w brazylijskim Ruchu Reformacyjnym, tego samego roku wstąpił do szkoły misyjnej prowadzonej przez Kościół w miejscowości Kurytyba. Pięć lat później, dn. 27 lutego 1966 r. poślubił Alexandrinę Bartelli, z którą ma dwójkę dzieci – Julio Cesar Bertelli Silva (ur. 21 kwietnia 1969 r.) oraz Sandrę Valquiria Bertelli Silva (ur. 16 sierpnia 1970 r.).
Do służby kaznodziejskiej ordynowany 27 lutego 1977 r., szybko zaczął zajmować ważne funkcje w strukturze Kościoła, najpierw służąc jako kierownik kolportażu, a następnie jako kierownik młodzieży Zjednoczenia São Paulo. Wkrótce wybrany został kierownikiem młodzieży całej Unii Brazylijskiej Kościoła, po czym objął funkcję Sekretarza Korporacji Unii. W następnej kolejności wybrany został do ogólnoświatowej Rady Kościoła jako Dyrektor Departamentu ds. Młodzieży przy Generalnej Konferencji. Pastor Silva służył także jako regionalny sekretarz oddziału Ameryki Południowej Kościoła. W 1995 r. podczas ogólnoświatowej sesji delegatów Generalnej Konferencji w miejscowości Voineasa w Rumunii wybrany został na Sekretarza Korporacji Generalnej Konferencji i przeprowadził się na stałe do Roanoke, w stanie Wirginia, gdzie mieszka do dziś i pełni obowiązki pastora miejscowego zboru. W 1999 r. objął funkcję sekretarza regionalnego północnoamerykańskiej jednostki kościelnej. W roku 2003 został wybrany na stanowisko Pierwszego Wiceprezydenta Generalnej Konferencji Adwentystów Dnia Siódmego Ruchu Reformacyjnego.
Davi P. Silva jest także autorem słynnej książki Zbawieni przez łaskę (ang. Saved by Grace), wydanej w 1999 r. w języku angielskim i portugalskim, która stała się międzynarodowym bestsellerem i doczekała się wydań w wielu językach, m.in. rumuńskim i hiszpańskim.